# Tubo Bourdon

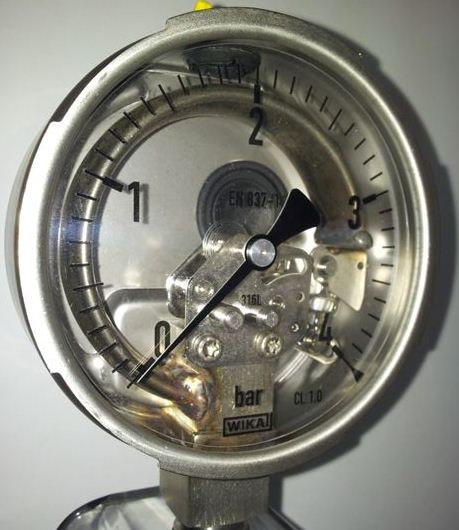
Manômetro de tubo Bourdon com mostrador de vidro para mostrar o princípio do tubo

O Tubo Bourdon é um elemento sensor para a medição mecânica de pressão utilizado, por exemplo, em manômetros.

## História
Um mecânico foi mandado para dobrar um tubo em um formato helicoidal para um aparelho de destilação. Como havia amassado o tubo nesta operação, ele tentou alisar o tubo, aplicando uma pressão. Devido à pressão aplicada, o tubo ficou reto novamente. Esta descoberta conta como a base para a invenção do tubo Bourdon.
Em 1846, o engenheiro alemão chamado Schinz, inventou o princípio da medição de pressão atraves de um tubo de paredes finos. Dois anos depois, em 1848 o francês Eugène Bourdon registrou este sensor como patente.

## Princípio de Funcionamento

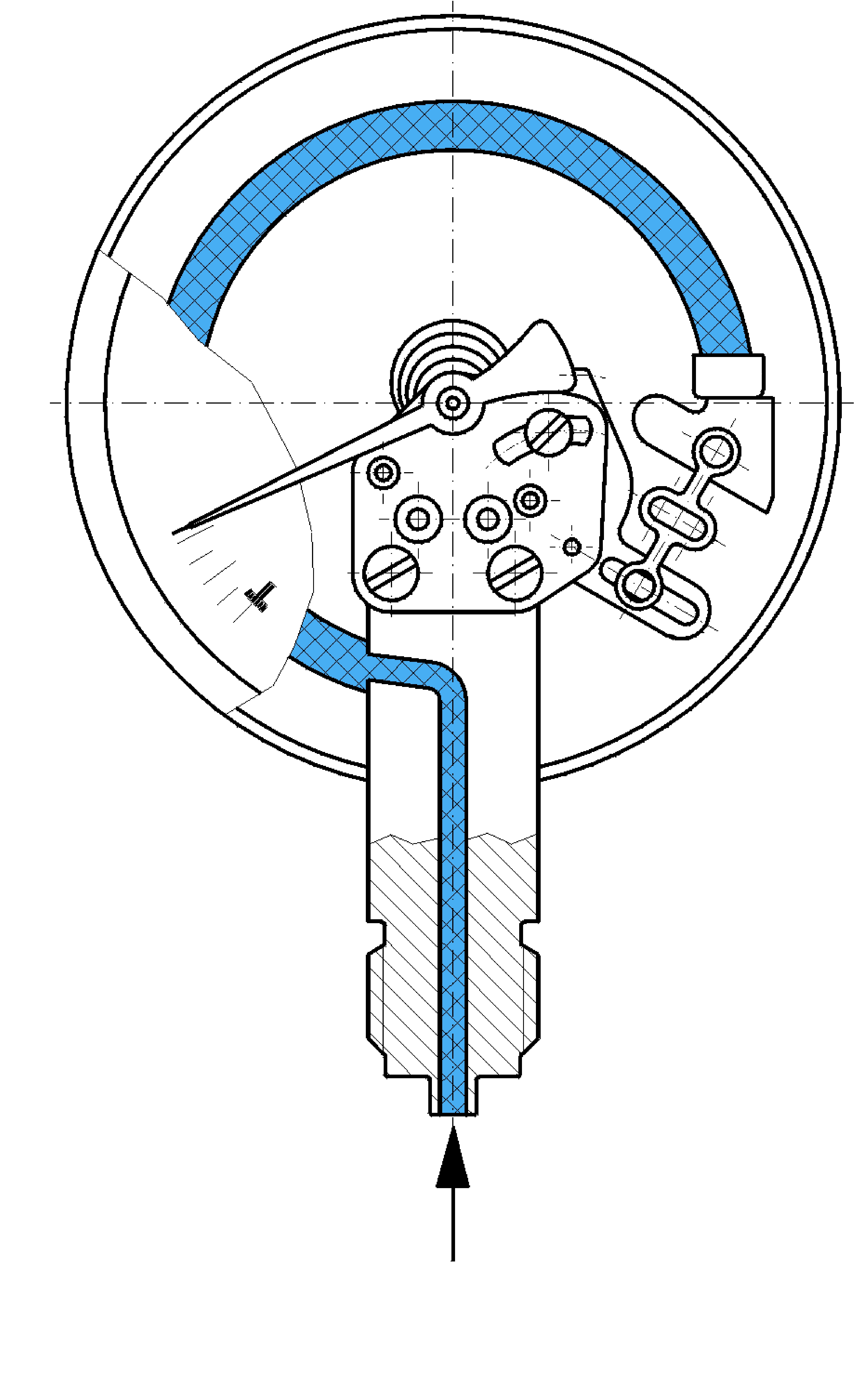
Construção de um manômetro de tubo Bourdon

O tubo é fixado via solda num soquete, que estabelece a conexão ao processo. O fluido do processo passa pelo soquete e enche o tubo. A outra extremidade é tampada com um End Piece e fica livre. Com a alteração de pressão do processo e assim dentro do tubo, a expansão do tubo muda, que gera um movimento no final livre. Esse fenômeno pode ser demonstrado através do apito "lingua de sogra". A extremidade móvel é interligada com o movimento. Este transforma o movimento linear em uma rotação do ponteiro.
O tubo pode variar no design e material, dependendo da pressão e fluido do processo. O formato padrão é o tipo "C", com um ângulo de aproximadamente 270° e é fabricado em liga de cobre ou aço inoxidável. Para pressões mais elevadas são utilizados os tipos helicoidal ou espiral. Assim é possível de utilizar os sensores de tubo Bourdon para uma faixa de pressão de 0,6 até 6.000 bar.